# Benvenuto Griziotti
Benvenuto Griziotti (Pavia, 30 maggio 1884 – Pavia, 2 novembre 1956) è stato un economista italiano.

## Biografia
Nato a Pavia il 30 maggio 1884, da Antonio e Giuseppina Marabelli, dedico la propria carriera allo studio dell'economia e della finanza. Ricoprì il ruolo di Professore di scienza delle finanze e di diritto finanziario nell'Università degli Studi di Catania tra il 1914 e il 1919 per poi ottenere la medesima cattedra nel 1920 all'Università degli Studi di Pavia. Nel 1929 assume la direzione dell'istituto di finanza presso l'ateneo pavese, e negli anni terrà corsi anche in Argentina e all'Aia. Nel 1940 ha promosso la costituzione dell'Istituto nazionale di finanza e ha fondato la collana di Studi di politica, economia, diritto e finanza. Nel 1937 è tra i promotori della nascita della Rivista di diritto finanziario e scienza delle finanze.
Morì a Pavia il 2 novembre 1956. Alla sua memoria è intitolato il Collegio Benvenuto Griziotti di Pavia.